# Ranma ½: Neighborhood Combat
Ranma ½: Neighborhood Combat (らんま1/2 町内激闘篇?, Ranma ½: Chōnai Gekitōhen) è un picchiaduro a incontri pubblicato per Super Nintendo nel 1992. È basato sui personaggi dell'anime e manga Ranma ½, creati da Rumiko Takahashi.
I personaggi giocabili sono Ranma in versione maschile e femminile, Akane, Genma, Shampoo, Preside Kuno, Kodachi, Tatewaki e Ryoga. Obaba e Happosai sono invece personaggi nascosti.
Il gioco è stato pubblicato sul mercato statunitense dalla Irem con il titolo Street Combat. Questa versione del gioco però contiene personaggi e musiche di sottofondo differenti. Per esempio il personaggio di Ranma è stato sostituito da uno biondo chiamato Steven.